# Бельдяга Андрій Федорович
Андрій Федорович Бельдяга — молодший сержант Збройних Сил України, учасник російсько-української війни, що загинув у ході російського вторгнення в Україну в 2022 році.

## Життєпис
Андрій Бельдяга народився 22 грудня 1986 року і виріс у Семенівці на Чернігівщині. У 2003 році закінчив 11 класів загальноосвітньої школи № 1 у рідному місті, а наступного року проходив строкову військову службу в лавах ЗСУ. Під час антитерористичної операції на Сході України в 2014—2015 роках проходив військову службу по мобілізації у 41-му батальйоні ТрО Чернігівської області. У листопаді 2019 року підписав контракт і долучився до складу 30-ї окремої механізованої бригади імені князя Костянтина Острозького. Там обійняв посаду командира протитанкового відділення протитанкового взводу механізованого батальйону, потім знову повернувся додому. Працював лісівником у ДП «Новгород-Сіверське лісове господарство». З початком повномасштабного російського вторгнення в Україну був мобілізований до лав ЗСУ та перебував на передовій. Загинув Андрій Бельдяга 17 квітня 2022 року біля селища Нью-Йорк Донецької області. Росіяни обстріляли українських військових з мінометів. Чин прощання із загиблим відбувся 22 квітня 2022 року в місті Семенівка. Поховали загиблого на кладовищі рідної Семенівки на Чернігівщині.

## Ушанування пам'яті
На честь Андрія Бельдяги та інших 20 загиблих працівників лісового господарства 27 червня 2022 року колеги встановили пам'ятний знак на вершині Говерли.

## Нагороди
- Орден «За мужність» III ступеня (2022, посмертно) — за особисту мужність і самовіддані дії, виявлені у захисті державного суверенітету та територіальної цілісності України, вірність військовій присязі[4].